# Art Wilmore
Arthur Joseph Wilmore, detto Art (Orange, 15 marzo 1946), è un ex cestista e allenatore di pallacanestro statunitense.

## Carriera
Dopo quattro anni alla University of San Francisco è stato selezionato dai San Francisco Warriors al nono giro del Draft NBA 1968 (113ª scelta assoluta).
Con gli Stati Uniti ha disputato i Campionati mondiali del 1970.